# Болгарський патріарх
Болгарський патріарх або Патріарх всієї Болгарії — голова Болгарської православної церкви. Патріарх має офіційний титул Патріарха всієї Болгарії та митрополита Софії. Нинішнім очільником є патріарх Даниїл, що вступив на посаду 30 червня 2024 року.

## Середньовіччя
Архієпископ Болгарії був ієрархом Константинопольського патріархату за часів, коли болгарські землі входили до складу Східної Римської (Візантійської) імперії. 
Після двох вирішальних перемог над греками під Ахелой (біля сучасного міста Бургас) і Катасиртай (біля Константинополя) автономне Болгарське архієпископство було проголошено автокефальним і зведено до рангу патріархату на церковно-національному соборі, що відбувся 918 або 919 р. 
За умовами угоди 927 р., що підтвердила перемогу Болгарії у візантійсько-болгарській війні 913–927 рр., Константинопольський патріархат офіційно визнав автокефальний статус Болгарської православної церкви та визнав її патріаршу гідність. Дмитро Болгарський був другим Патріархом Болгарської Православної Церкви і першим, якого визнав Вселенський Патріарх. 
Таким чином, Болгарський Патріархат став першим національним Патріархатом в Європі, та шостим автокефальним патріархатом після п’яти, що утворюють Пентархію вселенської християнської церкви – Єрусалимського, Антіохійського, Олександрійського, Римського та Константинопольського. Осідком патріарха була нова болгарська столиця Преслав, хоча патріарх, ймовірно, проживав у місті Драстар (Сілістра), старому християнському центрі, відомому своїми мучениками та давніми християнськими традиціями.

## Османи
Після падіння столиці Другого Болгарського царства Тирново 1393 року, Болгарія потрапила під владу Османської імперії. 
Автокефальний Болгарський патріархат було знищено, а патріарха Євфимія вигнано. Болгарська єпархія знову була підпорядкована Константинопольському патріархату.

## Сучасність
Умови для відновлення Болгарського патріархату виникли після Другої світової війни. 1945 року Константинопольський Патріарх визнав автокефалію Болгарської Церкви. 
1950 року Священний Синод прийняв новий статут, який проклав шлях для відновлення автокефалії, а 1953 року він обрав митрополита Пловдива Кирила Болгарським патріархом. 1971 року, після смерті Патріарха Кирила на його місце було обрано Максима, митрополита Ловечського, який був Болгарським Патріархом до своєї смерті в 2012 році. Тимчасовим керівником 10 листопада 2012 року було обрано митрополита Варни Кирила. Собор, який організував вибори нового патріарха, 24 лютого 2013 року обрав патріархом Неофіта. Після смерті патріарха Неофіта новим очільником Болгарської правосланої Церкви було обрано Даниїла.